# Tuge
Tuge – według „Sumeryjskiej listy królów” piąty władca tzw. II dynastii z Kisz. Dotyczący go fragment brzmi następująco:
„Tuge (z Kisz) panował przez 360 lat”.